# 河津バガテル公園
河津バガテル公園（かわづバガテルこうえん）は、静岡県賀茂郡河津町に所在する公園。

## 概要
2001年（平成13年）に開園した。当初は河津町主導の第三セクターである株式会社河津バガテル公園によって運営されていたが、2015年3月に同社は解散し、それ以降は河津町の直営となっている。
園内はバラ園と欧風の建築物数件から成る。バラ園はフランス・パリのブローニュの森にある「バガテル公園 (fr)」の「バガテル・バラ園」を参考にしており、姉妹園となっている。園内では約1100品種6000株のバラが植栽されており、左右対称の幾何学模様が特徴の本格的フランス庭園式である。なお、バラを観賞できる時期とそうでない時期で入場料金が異なる。

## その他
かつて伊豆急行200系電車および伊豆急行8000系電車には、当公園をPRするラッピング電車「トランバガテル」が存在した。なお、2012年4月27日をもって契約期間が終了したため4月28日からラッピングは解除されている。

## 外部サイト
- 河津バガテル公園 - 公式サイト
- 河津バガテル公園 - 河津町

座標: 北緯34度45分10秒 東経138度58分55秒 / 北緯34.75278度 東経138.98194度